# Sagliano Micca
Sagliano Micca är en ort och kommun i provinsen Biella i regionen Piemonte i Italien. Kommunen hade 1 605 invånare (2018).